# Ormosia townesi
Ormosia townesi är en tvåvingeart som beskrevs av Alexander 1933. Ormosia townesi ingår i släktet Ormosia och familjen småharkrankar. Inga underarter finns listade i Catalogue of Life.